# Wulf D. von Lucius

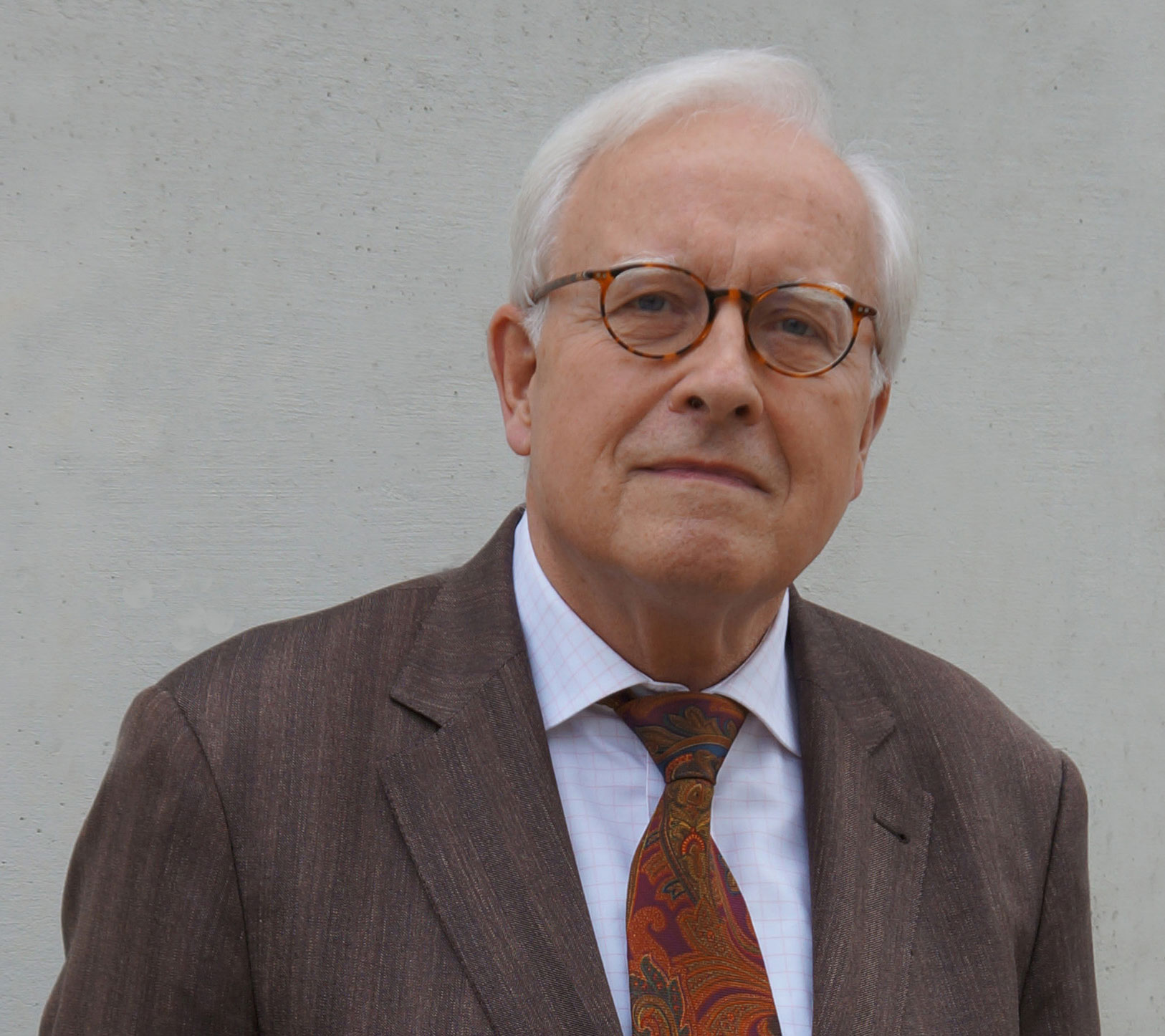
Wulf D. von Lucius (2014)

Wulf-Dietrich von Lucius (* 29. November 1938 in Jena) ist ein deutscher Verleger, Publizist und Bibliophiler.

## Leben
Von Lucius wurde 1938 in Jena geboren, sein Vater war der Gutsbesitzer auf Großballhausen Grüner Hof Tankred Lucius von Ballhausen. Aufgrund der vorübergehenden Verhaftung seiner Mutter Annelise von Lucius, Tochter des Verlegers Gustav Fischer und der Marie Schultze-Jena, Leiterin des Gustav Fischer Verlages, durch die DDR-Behörden 1953 floh die Familie über Berlin in die Bundesrepublik. Er absolvierte nach dem Abitur 1958 am Eberhard-Ludwigs-Gymnasium Stuttgart ein Volontariat bei der Druckerei von Ensslin & Laiblin. Im Anschluss leistete er Wehrdienst bei der Bundeswehr und erreichte den Dienstgrad Oberleutnant der Reserve.
Er studierte von 1960 bis 1965 Volkswirtschaftslehre (Diplom) an der Ruprecht-Karls-Universität Heidelberg, der Freien Universität Berlin und der Albert-Ludwigs-Universität Freiburg und wurde 1967 an der Rechts- und Staatswissenschaftlichen Fakultät der Universität Freiburg mit der Dissertation Der Stand der Zinstheorie, insbesondere im Hinblick auf ökonometrische Ansatzmöglichkeiten für die empirische Überprüfung zum Dr. rer. pol. promoviert.
Nach dem Studium absolvierte er zunächst Volontariate. Ab 1969 arbeitete er im Gustav Fischer Verlag in Stuttgart, wo er von 1972 bis 1996 in der vierten Generation geschäftsführender Gesellschafter wurde. 1971 begründete er die wissenschaftliche Taschenbuchreihe Uni-Taschenbücher (UTB) mit. 1996 war er Neugründer des Stuttgarter Fachverlages Lucius & Lucius, der durch Übernahme von Programmteilen (insbesondere auch Zeitschriften) aus anderen Verlagen ausgebaut wurde. Der Verlag konzentriert sich auf die Themenfelder Wirtschaftswissenschaften und Soziologie.
Er war unter anderem Aufsichtsratsvorsitzender des Carl Hanser Verlages (1989–2013) und Mitglied des Vorstandes der Deutschen Schillergesellschaft (1989–2009). Er ist Verwaltungsratsmitglied der Deutschen Nationalbibliothek (DNB), Vorstandsmitglied der Stiftung Buchkunst (Vorsitzender 1982–1989) und Mitglied der Wüstenrot Stiftung (Vorsitzender 2009–2014). Von 2009 bis 2021 war er Vorsitzender der Maximilian-Gesellschaft für alte und neue Buchkunst, seit 1981 Mitglied der Historischen Kommission des Börsenvereins des Deutschen Buchhandels. Von 1991 bis 1996 war er deren Vorsitzender. Innerhalb des Börsenvereins engagierte er sich unter anderem als Vorsitzender des Verlegerausschusses, 9 Jahre als Vorstandsmitglied (stellvertretender Vorsteher) sowie im Urheber- und Verlagsrechtsausschuss (14 Jahre als Vorsitzender). Heute ist er Ehrenmitglied.
Für Urheberrecht war er auch in internationalen Verlegervereinigungen als Chairman verschiedener Komitees tätig. Lucius ist seit 2007 Honorarprofessor für Verlagswirtschaft an der Universität Hohenheim.
Er ist seit 1967 verheiratet und Vater von drei Kindern. Otto Freiherr Lucius von Ballhausen ist sein Großvater.

## Ehrungen
- 1999: Friedrich Perthes-Medaille des Deutschen Buchhandels[5]
- 2001: Antiquaria-Preis für Bücherlust[6]
- 2004: Ludwig-Erhard-Preis für Wirtschaftspublizistik[7]
- 2019: Staufermedaille in Gold des Landes Baden-Württemberg[8]
- 2024: Bundesverdienstkreuz am Bande[9]

## Schriften
- Bücherlust. Vom Sammeln. DuMont, Köln 2000, ISBN 3-7701-4724-3.
- Das Glück der Bücher. Beiträge zu Buchästhetik und Buchgeschichte. Berlin University Press, Berlin 2012, ISBN 978-3-86280-031-5.
- Verlagswirtschaft. Ökonomische, rechtliche und organisatorische Grundlagen. 3. Auflage. UVK Verlagsgesellschaft, Konstanz 2014, ISBN 978-3-8252-3814-8.

## Herausgeberschaften
- Stuttgart 1945. Anfang nach dem Ende. Lithos-Verlag, Stuttgart 1995, ISBN 3-88480-020-5.
- Mit Gunnar A. Kaldewey: The Artist Book in a Global World: A Workshop in Poestenkill, New York, August 2002. Lucius & Lucius, Stuttgart 2003, ISBN 3-8282-0252-7.
- 100 Jahre Maximilian-Gesellschaft (1911–2011). Maximilian-Gesellschaft, Hamburg 2011, ISBN 978-3-921743-59-1.